# Jeonbuk
Jeonbuk (tiếng Hàn: 전북, hanja: 全北 (Toàn Bắc)), tên chính thức là Tỉnh tự trị đặc biệt Jeonbuk (tiếng Hàn: 전북특별자치도, hanja: 全北特別自治道 (Toàn Bắc đặc biệt tự trị đạo)), là một tỉnh ở phía Tây Nam của Hàn Quốc. Thủ phủ của tỉnh là Jeonju.
Tỉnh còn được biết tới với tên Jeolla Bắc hoặc Jeollabuk (tiếng Hàn: 전라북도, hanja: 全羅北道 (Toàn La Bắc đạo)), do là phần phía bắc của Jeolla trước đây. Ngày 18 tháng 1 năm 2024, tỉnh Jeolla Bắc được đổi tên và nâng cấp hành chính, trở thành tỉnh tự trị đặc biệt Jeonbuk.

## Địa lý
Tỉnh là một phần của vùng Honam. Tỉnh có phía Tây giáp Hoàng Hải, phía Bắc giáp Chungcheong Nam, phía Nam giáp Jeolla Nam và phía Đông giáp Gyeongsang Nam. Dãy núi Noryeong chia tỉnh thành hai phần. Phần phía Đông là cao nguyên còn phần phía Tây là đồng bằng.

## Các thành phố kết nghĩa & đối tác
- Thành phố kết nghĩa
  -  Giang Tô, Cộng hòa Nhân dân Trung Quốc (27 tháng 10 năm 1994)
  -  Washington, Hoa Kỳ (17 tháng 5 năm 1996)
  -  New Jersey, Hoa Kỳ (19 tháng 5 năm 2000)
- Đối tác
  -  Tỉnh Kagoshima, Nhật Bản (30 tháng 10 năm 1989)
  -  Tỉnh Ishikawa, Nhật Bản (10 tháng 9 năm 2001)
  -  Thượng Hải, Cộng hòa Nhân dân Trung Quốc (17 tháng 4 năm 2003)
  -  Sơn Đông, Cộng hòa Nhân dân Trung Quốc (2 tháng 11 năm 2006)

## Khu vực hành chính
| Bản đồ        | #        | Tên    | Hangul | Hanja   | Dân số (2012) |
| ------------- | -------- | ------ | ------ | ------- | ------------- |
|               |          |        |        |         |               |
| — Thành phố — |          |        |        |         |               |
| 1             | Jeonju   | 전주   | 全州   | 648,134 |               |
| 2             | Iksan    | 익산   | 益山   | 308,204 |               |
| 3             | Gunsan   | 군산   | 群山   | 277,561 |               |
| 4             | Jeongeup | 정읍   | 井邑   | 119,922 |               |
| 5             | Gimje    | 김제   | 金堤   | 92,732  |               |
| 6             | Namwon   | 남원   | 南原   | 87,257  |               |
| — Huyện —     |          |        |        |         |               |
| 7             | Wanju    | 완주군 | 完州郡 | 85,011  |               |
| 8             | Gochang  | 고창군 | 高敞郡 | 60,085  |               |
| 9             | Buan     | 부안군 | 扶安郡 | 58,815  |               |
| 10            | Sunchang | 순창군 | 淳昌郡 | 29,499  |               |
| 11            | Imsil    | 임실군 | 任實郡 | 30,247  |               |
| 12            | Muju     | 무주군 | 茂朱郡 | 25,387  |               |
| 13            | Jinan    | 진안군 | 鎭安郡 | 27,284  |               |
| 14            | Jangsu   | 장수군 | 長水郡 | 23,195  |               |

## Tôn giáo
Tôn giáo ở Jeolla Bắc (2005)
Theo điều tra dân số năm 2005, dân số của Jeolla Bắc 37.7% theo Kitô giáo (26.3% Tin Lành và 11.4% Công giáo) và 12.8% theo Phật giáo. 49.5% dân số phần lớn không theo tôn giáo hoặc theo chủ nghĩa Muism và các tôn giáo bản địa khác.